# Myospila coxata
Myospila coxata är en tvåvingeart som först beskrevs av Malloch 1935.  Myospila coxata ingår i släktet Myospila och familjen husflugor. Inga underarter finns listade i Catalogue of Life.